# Kliny pomiarowe

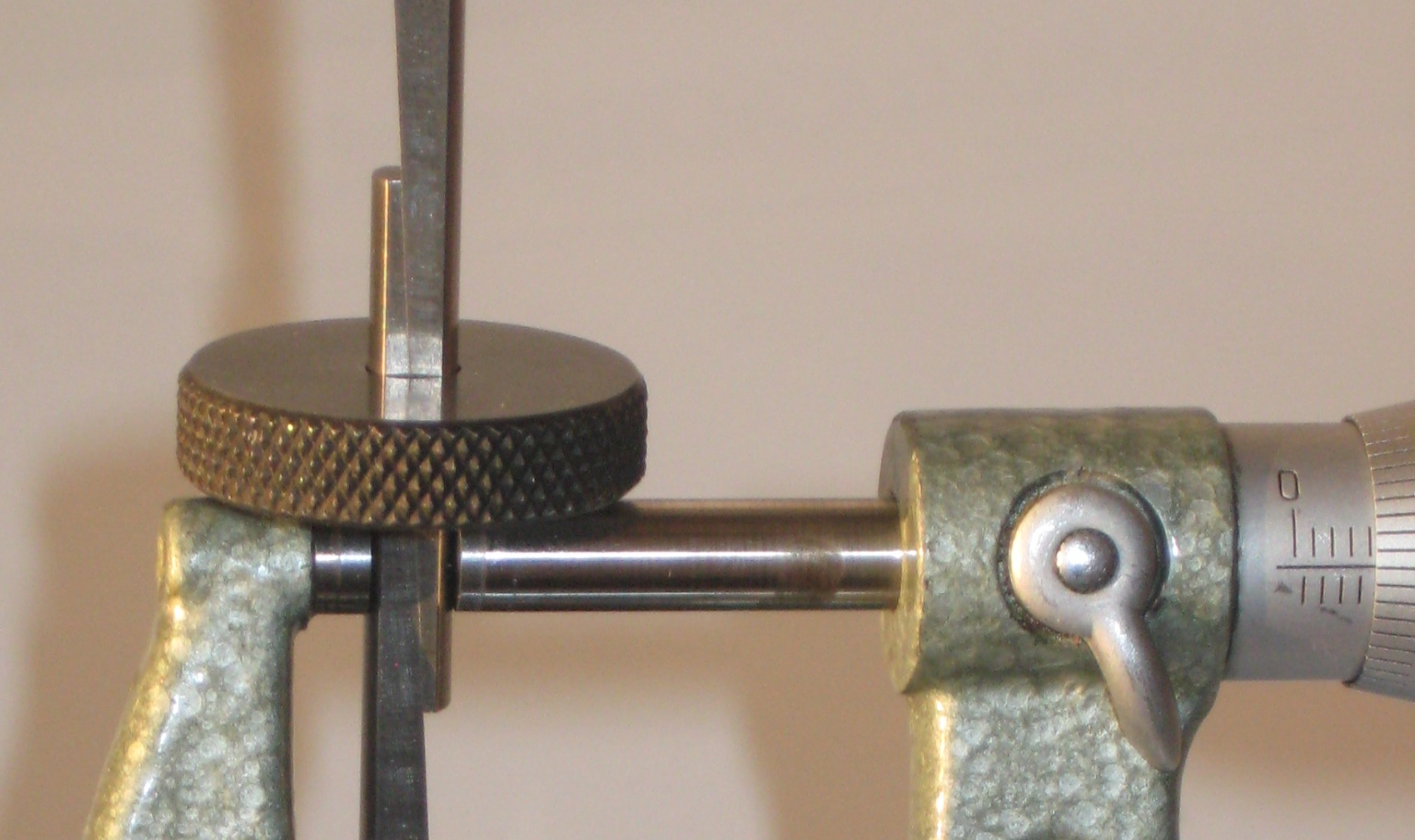
Pomiar średnicy otworu za pomocą klinów pomiarowych i mikrometru

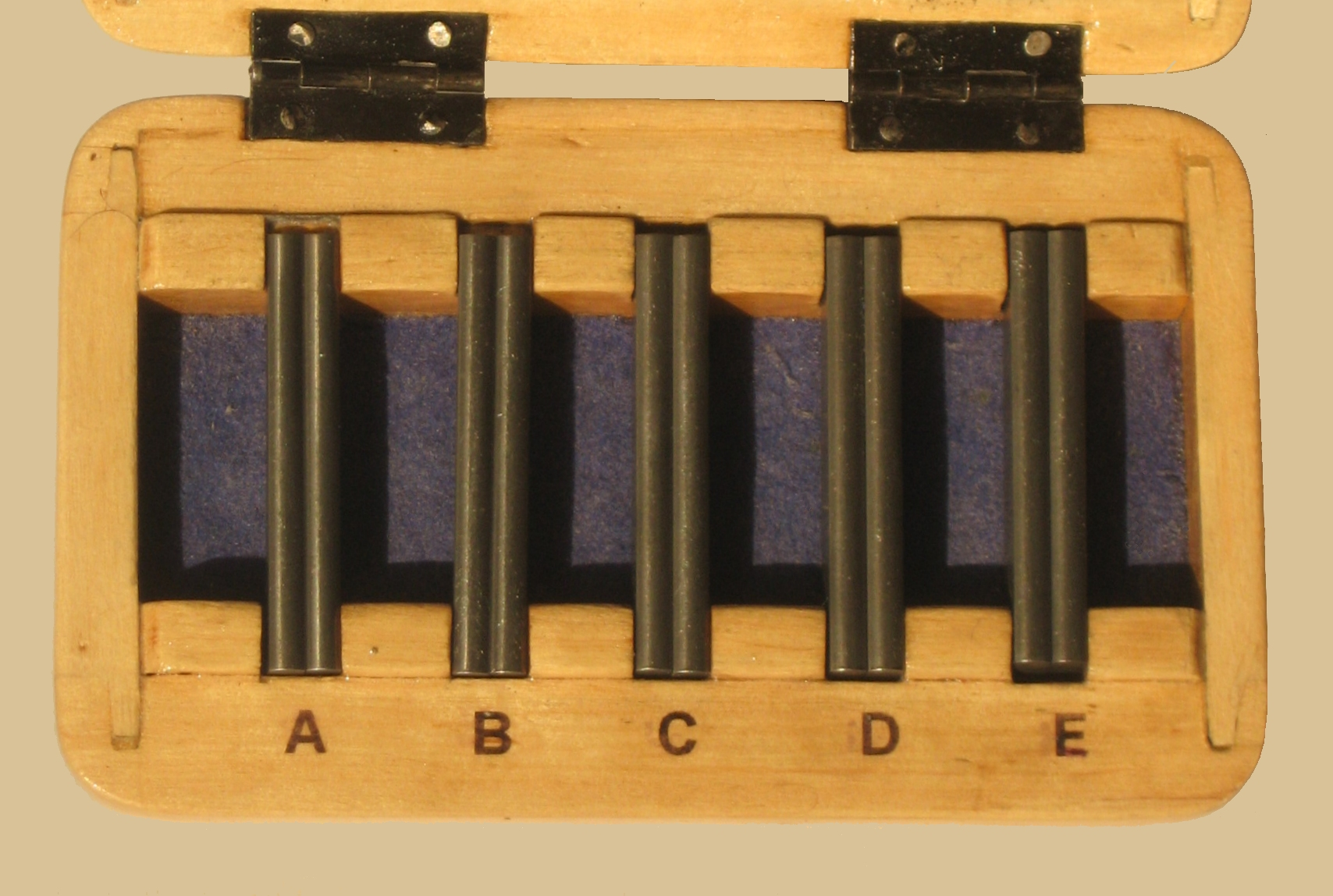
Komplet klinów pomiarowych produkcji firmy TESA

Kliny pomiarowe – wykonane z hartowanej stali zakończone z jednej strony powierzchnią płaską, a z drugiej fragmentem powierzchni walcowej.  Powierzchnie te są nachylone do siebie pod niewielkim kątem (jednakowym dla całego kompletu klinów). 
Kliny są zawsze używane parami i składane powierzchniami płaskimi, w ten sposób, aby powierzchnie walcowe były do siebie równoległe. Wykorzystanie pary klinów pozwala zastąpić wymiar wewnętrzny wymiarem zewnętrznym i wykorzystać łatwiej dostępne przyrządy do pomiaru wymiarów zewnętrznych. Sposób użycia wyjaśnia rysunek.